# 부산광역시도 제81호선
부산광역시도 제81호선은 부산광역시 해운대구 석대동에서 시작해 기장군 정관읍 정관 교차로까지 잇는 부산광역시도이다. 부산광역시와 정관산업단지를 잇는 정관산업로를 건설하면서 생긴 도로이다.

## 경유 도로
- 석대로 - 정관산업로 - 정관중앙로

## 주요 경유지
부산광역시
- 해운대구 - 금정구 - 기장군(철마면 - 정관읍)

## 노선
| 구간                          | 이름         | 접속 노선                                    | 소재지     | 소재지                                      | 비고 |
| ----------------------------- | ------------ | -------------------------------------------- | ---------- | ------------------------------------------- | ---- |
| 석대로                        | (석대동)     | 국도 제14호선 부산광역시도 제91호선 (반송로) | 부산광역시 | 해운대구                                    | 시점 |
| 석대로                        | 석대체육공원 |                                              | 부산광역시 | 해운대구                                    |      |
| 석대로                        | 금사 나들목  | 개좌로 정관산업로                            | 부산광역시 | 금정구                                      |      |
| 정관산업로                    | 금사 나들목  |                                              | 부산광역시 | 금정구                                      |      |
| 개좌터널                      |              | 상행 연장 1,683m 하행 연장 1,650m            | 부산광역시 | 금정구                                      |      |
| 개좌터널                      | 기장군       | 상행 연장 1,683m 하행 연장 1,650m            | 철마면     |                                             |      |
| 대곡 나들목                   | 기장군       | 개좌로                                       | 철마면     | 회동 방면 진입만 가능 정관 방면 진출만 가능 |      |
| 철마천교                      | 기장군       |                                              | 철마면     |                                             |      |
| 철마 교차로                   | 기장군       | 철마로                                       | 철마면     |                                             |      |
| 중리 교차로 (기장철마 나들목) | 기장군       | 600호선 부산외곽순환고속도로 곰내길          | 철마면     |                                             |      |
| 석길교                        | 기장군       |                                              | 철마면     |                                             |      |
| 홍류교                        | 기장군       |                                              | 철마면     |                                             |      |
| (이름 없음)                   | 기장군       | 곰내길                                       | 철마면     | 회동 방면 진출만 가능 정관 방면 진입만 가능 |      |
| 곰내터널                      | 기장군       |                                              | 철마면     | 상행 연장 1,830m 하행 연장 1,825m           |      |
| 곰내터널                      | 기장군       | 정관읍                                       |            | 상행 연장 1,830m 하행 연장 1,825m           |      |
| (이름 없음)                   | 기장군       | 부산광역시도 제50호선 (산단로)               |            |                                             |      |
| (이름 없음)                   | 기장군       | 부산광역시도 제50호선 (산단로)               | 정관중앙로 |                                             |      |
| (이름 없음)                   | 기장군       | 부산광역시도 제5001호선 (정관로)             |            |                                             |      |
| 중안교 기장소방서             | 기장군       |                                              |            |                                             |      |
| 정관읍사무소                  | 기장군       | 용수로                                       |            |                                             |      |
| 정관도서관 소두방공원         | 기장군       |                                              |            |                                             |      |
| 정관 교차로                   | 기장군       | 국가지원지방도 제60호선 (신정관로)           | 종점       |                                             |      |